# سلونسکه کنییتسه
سلونسکه کنییتسه (به اسلوونیایی: Stari trg)شهر کوچکی در اسلوونی با جمعیت ۱۳٬۶۱۲ نفر است.